# ファンドレックス
株式会社ファンドレックス（英: Fundrex Co. Ltd.）は、ソーシャルセクターの支援を専門とするコンサルティング企業。

## 概要
NPO・ソーシャルビジネス、財団、大学、行政など、「非営利組織」や「ソーシャルセクター」と呼ばれる組織専門のコンサルティング企業として、2008年に創業。
社名は、Fundraiser（ファンドレイザー）やFunder（資金提供者・寄付者など）に、最高の価値を提案することを目指し、Rex（ラテン語の一番、最高、王位などを表す言葉）を繋げた造語である。

## 主な事業
ファンドレイジングの戦略策定を主軸に、コンサルティング、伴走支援、研修等を提供している。
また、セールスフォース社、特定非営利活動法人NPOサポートセンターらと共に、組織の枠を超えたTeam social forceを結成。セールスフォース社が社会貢献プログラムの一環としてソーシャルセクターに無償提供しているクラウドサービスの導入・活用支援を行っている。